# 아시안 게임 중화 타이베이 선수단
아시안 게임 중화 타이베이 선수단은 중화 타이베이 대표로 아시안 게임에 참가하는 선수단이다. 중화 타이베이는 1954년에 아시안 게임에 처음 참가했다.